# Aextoxicon
Aextoxicon is een geslacht uit de familie Aextoxicaceae. Het geslacht telt een soort die voorkomt in Chili en Argentinië.

## Soorten
- Aextoxicon punctatum Ruiz & Pav.